# Nassriya District
Nassriya District är ett distrikt i Irak.   Det ligger i provinsen Dhi Qar, i den sydöstra delen av landet, 300 km sydost om huvudstaden Bagdad.
Följande samhällen finns i Nassriya District:
- An-Nasiriyya